# Alpha Centauri
Alpha Centauri (α Centauri / α Cen), còn được biết đến với tên gọi Nam Môn Nhị là một hệ gồm 3 ngôi sao nằm ở chòm sao phương Nam Bán Nhân Mã. Ba ngôi sao đó là Rigil Kentaurus (tên khoa học là Alpha Centauri A), Toliman (Alpha Centauri B) và Proxima Centauri (Alpha Centauri C, tên tiếng Việt là Cận Tinh). Hệ sao nói chung và Proxima Centauri nói riêng chính là ngôi sao nằm gần Mặt trời nhất, với khoảng cách 4,2 năm ánh sáng.
Alpha Centauri A và B là những ngôi sao giống Mặt trời (lớp G và K), và chúng hợp thành ngôi sao nhị phân Alpha Centauri AB. Nhìn bằng mắt thường từ Trái đất, chúng giống như một ngôi sao duy nhất có cấp sao biểu kiến là -0,27, giúp chúng trở thành ngôi sao sáng nhất trong chòm sao Bán Nhân Mã và là ngôi sao sáng thứ ba trên bầu trời đêm, chỉ sau Sao Thiên lang và Sao Lão nhân.
Alpha Centauri A có khối lượng gấp 1,1 lần và độ sáng gấp 1,519 lần Mặt trời, trong khi Alpha Centauri B nhỏ hơn và mát hơn, bằng 0,90 lần khối lượng và 0,445 lần độ sáng của Mặt trời. Cặp sao quay xung quanh một khối tâm chung, có chu kỳ quỹ đạo là 79,91 năm. Quỹ đạo hình elip của chúng có sự lệch tâm, do đó khoảng cách giữa A và B thay đổi từ 35,6 AU, tức là bằng khoảng cách giữa Sao Diêm Vương và Mặt trời, đến 11,2 AU, tức là bằng khoảng cách giữa Sao Thổ và Mặt trời.
Alpha Centauri A có thể có một hành tinh có kích thước Hải vương tinh nằm trong vùng có thể ở được của ngôi sao, cho dù các nhà khoa học vẫn chưa chắc chắn bản chất của nó là một hành tinh và có thể là một sản phẩm của cơ chế khám phá. Đối với Alpha Centauri B thì các nhà khoa học vẫn chưa phát hiện nó có hành tinh nào, vào năm 2012 có một thiên thể được cho là hành tinh của ngôi sao này nhưng sau đó đã bị bác bỏ.
Trong khi đó Alpha Centauri C, hay Proxima Centauri là một sao lùn đỏ và mờ (lớp M) nên không thể quan sát bằng mắt thường. Tuy nhiên nó là ngôi sao gần Mặt trời nhất ở khoảng cách 4,24 năm ánh sáng (1,30 pc), gần hơn một chút so với Alpha Centauri AB. Khoảng cách giữa Proxima Centauri và Alpha Centauri AB là khoảng 13.000 AU (0,21 ly), tương đương với khoảng 430 lần bán kính quỹ đạo của sao Hải Vương.
Proxima Centauri được xác nhận có 2 hành tinh. Hành tinh đầu tiên là Proxima Centauri b là một ngoại hành tinh cỡ Trái Đất nằm trong vùng có thể ở được của ngôi sao, được phát hiện vào năm 2016. Hành tinh thứ hai được phát hiện vào năm 2022 là Proxima Centauri d, được cho là một tiểu trái đất, nó có quỹ đạo rất gần ngôi sao chủ. Hiện đang có tranh cãi về một hành tinh thứ ba Proxima Centuri c được phát hiện vào năm 2019.

## Các tên gọi
Tên gọi α Centauri (được Latin hóa thành Alpha Centauri) của hệ sao do Johann Bayer đặt vào năm 1603.
Tên truyền thống của ngôi sao là Rigil Kentaurus, đây là tên Latinh bắt nguồn từ tên tiếng Ả Rập của ngôi sao là رجلالقنطورس (Rijl al-Qinṭūrus), có nghĩa là "chân của Nhân mã". Cái tên này thường được viết tắt là Rigil Kent hoặc đơn giản hơn là Rigil. Có điều nếu chỉ viết tên ngôi sao là Rigil khiến nó dễ bị nhầm lẫn với sao Rigel của chòm sao Lạp hộ.
Tên gọi khác của ngôi sao là Toliman, theo một số tài liệu ở châu Âu, tên gọi này cũng xuất phát tiếng Ả Rập, từ chữ الظليمان ('aẓ-Ẓalīmān) có nghĩa là "hai con đà điểu". Nhà thiên văn Ả Rập Zakariya al-Qazwini từng sử dụng tên gọi này để chỉ hai ngôi sao Lambda Sagittarii và Mu Sagittarii của chòm sao Nhân mã.
Ngôi sao còn có tên gọi là Bungula, hiện vẫn chưa rõ nguồn gốc của cái tên này. Có người cho rằng nó là sự kết hợp của chữ Beta (β) trong tiếng Hy lạp với từ ungula- nghĩa là "móng guốc" trong tiếng Latinh.
Alpha Centauri C được phát hiện vào năm 1915 bởi Robert T. A. Innes, ông cũng chính là người đặt tên latinh cho nó là Proxima Centauri có nghĩa là "ngôi sao gần nhất của chòm sao Bán nhân mã". Cái tên Proxima Centauri sau đó trở nên phổ biến và được Liên đoàn Thiên văn Quốc tế (IAU) liệt kê như tên gọi chính thức.
Vào năm 2016,  Nhóm công tác về Tên gọi của các ngôi sao (Working Group on Star Names) của IAU đã quyết định đặt tên gọi riêng cho các ngôi sao trong hệ sao này. Cụ thể họ đã phê duyệt cái tên Rigil Kentaurus cho Alpha Centauri A và tên Proxima Centauri cho Alpha Centauri C. Vào ngày 10 tháng 8 năm 2018, IAU tiếp tục phê duyệt tên gọi Toliman cho Alpha Centauri B.
Thiên văn học cổ đại phương Đông gọi ngôi sao là Nam Môn Nhị (南門二), nó cùng với sao Nam Môn Nhất (là sao Epsilon Centauri) tạo thành nhóm sao Nam Môn (nghĩa là cánh cổng phía Nam) thuộc chòm sao Giác trong Nhị Thập Bát Tú.

## Quan sát
Bằng mắt thường thì hai ngôi sao Alpha Centauri A và Alpha Centauri B chỉ là một ngôi sao duy nhất, được gọi chung là Alpha Centauri AB. Nó là ngôi sao sáng nhất của chòm sao Bán Nhân Mã. Chúng có quỹ đạo quay quanh nhau trong khoảng thời gian gần 80 năm nên khoảng cách góc cũng thay đổi từ 2 đến 22 giây cung. Mắt thường không thể phân biệt các thiên thể có khoảng cách nhỏ hơn 60 giây cung, nhưng nếu sử dụng một chiếc kính thiên văn nhỏ để quan sát thì có thể dễ dàng thấy được các ngôi sao riêng lẻ. Cấp sao biểu kiến chung của Alpha Centauri AB là -0,27, chúng thuộc nhóm những ngôi sao sáng nhất trên bầu trời đêm, chỉ mờ hơn sao Thiên Lang và sao Lão Nhân. Chúng là điểm phía ngoài của 'đường chỉ hướng về chòm sao chỉ hướng phương Nam (The Pointers or The Southern Pointers), đây là đường thẳng nối giữa Alpha Centauri AB với sao Beta Centauri (Hadar/Agena), nó sẽ chỉ hướng về phía chòm sao Nam thập tự, là chòm sao giúp xác định cực Nam của Trái đất.
Alpha Centauri AB có vĩ độ 29 độ Nam nên đối với những cư dân ở Bán cầu Nam thì nó là một ngôi sao quanh cực, không bao giờ lặn thấp hơn đường chân trời. Ngược lại, những cư dân ở Bán cầu Bắc, vĩ độ từ 29 độ Bắc trở lên sẽ không quan sát được ngôi sao này. Những khu vực 29 độ Bắc như Chihuahua (Mexico), Galveston (Texas, Mỹ) hay Ocala (Florida, Mỹ) không chỉ thấy ngôi sao có vị trí rất thấp, sát đường chân trời phía Nam, mà thời gian quan sát được cũng rất ngắn chỉ khi nó lên đỉnh điểm thiên văn học. Ở những khu vực này thì thời gian ngôi sao đạt trạng thái đỉnh điểm thiên văn học là vào giữa đêm ngày 24 tháng Tư và lúc 9 giờ tối ngày 8 tháng Sáu.
Nhìn từ Trái đất thì Proxima Centauri nằm về phía Tây Nam và cách Alpha Centauri AB khoảng 2,2 độ, gấp 4 lần khoảng cách đường kính góc của Mặt Trăng nhìn từ Trái Đất. Nên nếu Proxima Centauri đủ sáng để quan sát bằng mắt thường thì nó giống như một ngôi sao tách biệt hoàn toàn với hai ngôi sao còn lại của hệ  Alpha Centauri. Thực tế thì Proxima Centauri là ngôi sao lùn đỏ, rất mờ có cấp sao biểu kiến là 11,1 nên để quan sát được nó cần sử dụng kính thiên văn có kích thước vừa phải, ở những địa điểm có điều kiện quan sát thuận lợi. Proxima Centauri là một ngôi sao biến quang dạng flare star, thỉnh thoảng nó bùng sáng đến cấp sao 0,6 rồi đột ngột mờ đi chỉ sau vài phút. Vào tháng 8 năm 2015, các nhà thiên văn phát hiện nó bùng sáng gấp 8,3 lần so với độ sáng lúc bình thường.
Hệ sao Alpha Centauri được cho là nằm trong đám mây G-Cloud của Bong bóng địa phương (Local Bubble). Với Mặt trời thì Alpha Centauri là hệ sao gần nhất nhưng với Alpha Centauri thì hệ sao nằm gần nó nhất lại không phải là Mặt trời mà là Luhman 16, chúng cách nhau khoảng 3,6 năm ánh sáng (Luhman 16 thuộc chòm sao Thuyền Phàm, cách Mặt trời khoảng 6,5 năm ánh sáng).

### Lịch sử quan sát
Từ thế kỷ thứ 2, Alpha Centauri đã được Ptolemy liệt kê vào cuốn sách thiên văn Almagest của ông. Thời của Ptolemy thì ngôi sao có thể quan sát được ở Alexandria (Ai Cập), nhưng ở thời điểm hiện tại, do hiện tượng tuế sai của trục trái đất nên ngôi sao không còn có thể quan sát được ở những thành phố nằm ở vĩ độ 31 độ Bắc như Alexandria.
Năm 1592, nhà thám hiểm người Anh Robert Hues đã ghi trong cuốn sách Tractatus de Globis của mình rằng: "Có ba ngôi sao mà tôi không thể trông thấy ở bất kỳ nơi nào ở Anh. Đó là một ngôi sao sáng trong chòm sao Argo mà họ gọi là Canopus. Ngôi sao thứ hai thuộc chòm sao Ba Giang (là sao Achernar). Và ngôi sao cuối cùng nằm dưới chân phải của Bán Nhân Mã (chính là Alpha Centauri)'.
Hệ sao Alpha Centauri AB được phát hiện vào năm 1689 bởi Jean Richaud khi ông đang quan sát một ngôi sao chổi ở Puducherry (Ấn Độ). Ở thời điểm đó thì Alpha Centauri là hệ sao đôi thứ hai được phát hiện sau hệ sao Acrux.
Đến giữa thế kỷ 19, Manuel John Johnson đã phát hiện ra chuyển động riêng của ngôi sao và đã thông báo cho Thomas Henderson. Henderson đã tiến hành đo khoảng cách thị sai của chúng trong thời gian 1832-1833. Do kết quả đo được có giá trị khá lớn khiến cho Henderson nghi ngờ tính chính xác, phải đợi đến năm 1839 thì ông mới công bố kết quả đo đạc của mình sau khi biết tin Friedrich Bessel đã công bố kết quả đo thị sai của ngôi sao 61 Cygni vào năm 1838. Vì lý do này mà đôi khi Alpha Centauri được gọi là ngôi sao thứ hai được các nhà khoa học đo thị sai.
Năm 1834, John Herschel lần đầu tiên sử dụng kính thiên văn có gắn trắc vi kế để quan sát ngôi sao. Từ đầu thế kỷ 20, các nhà khoa học bắt đầu sử dụng phương pháp đo Photographic plates, một cách đo đạc bằng hình ảnh.  Năm 1915, Robert T. A. Innes đã phát hiện ra Proxima Centauri bằng cách so sánh những hình ảnh chụp được ở những thời điểm khác nhau.
Đến năm 1926, William Stephen Finsen đã tính toán được quỹ đạo của hệ sao, khá chính xác với kết quả đo đạc ngày nay.

### Chuyển động

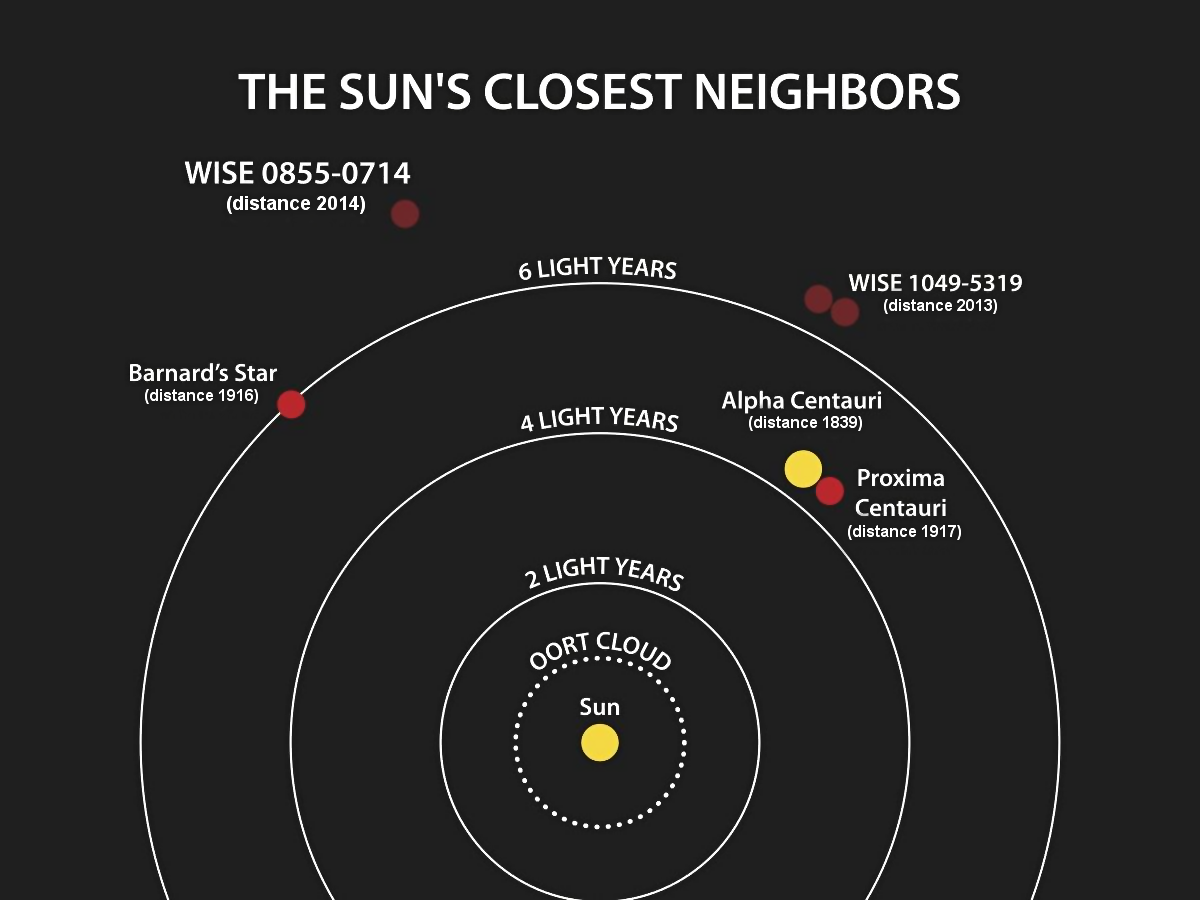
Vị trí của các ngôi sao gần Mặt trời nhất

Tất cả các ngôi sao trong hệ Alpha Centauri đều có sự chuyển động riêng tương đối đáng kể trên nền trời đêm. Điều này làm cho vị trí của chúng trên bầu trời đêm có sự dịch chuyển một cách từ từ qua hàng thế kỷ. Các nhà thiên văn học cổ đại thì chưa nhận ra điều này nên họ cho rằng các ngôi sao luôn được gắn cố định trên bầu trời. Đến năm 1718 Edmond Halley phát hiện một số ngôi sao đã dịch chuyển vị trí đáng kể so với những quan sát thiên văn ở thời cổ đại.
Trong những năm 1830, Thomas Henderson đã đo được khoảng cách của Alpha Centauri và ông ấy cũng nhận ra hệ sao này có chuyển động riêng rất nhanh. Henderson đã so sánh vị trí của ngôi sao với kết quả quan sát trong những năm 1750 của Nicolas Louis de Lacaill. Kết quả đo đạc cho thấy khối tâm chung của Alpha Centauri AB đang di chuyển sang hướng tây với tốc độ 3620 mas/y (một phần ngàn giây cung/năm) và di chuyển sang hướng Bắc với tốc độ 694 mas/y, tạo ra một chuyển động tổng thể là 3686 mas/y theo hướng 11° về hướng tây bắc. Như vậy mỗi thế kỷ hệ sao này di chuyển khoảng 6,1 phút cung hay mỗi thiên niên kỷ di chuyển được 1,02 độ trên bầu trời đêm.
Bằng phương pháp quang phổ học, ngôi sao đang hướng về phía Mặt trời với vận tốc xuyên tâm khoảng 22,4 km/s (13,9 mi/s). Điều này khiến cho nó có tốc độ so với Mặt trời là 32,4 km/s (20,1 mi/s), rất gần với giới hạn tối đa về tốc độ của các ngôi sao gần đó.
Vì Alpha Centauri AB khi nhìn từ Trái đất gần như nằm chính xác trên mặt phẳng của Dải Ngân hà nên có nhiều ngôi sao xuất hiện phía sau nó. Vào tháng 5 năm 2028, Alpha Centauri A sẽ đi qua giữa Trái đất và một ngôi sao đỏ ở xa. Đến lúc đó có 45% khả năng sẽ quan sát được vòng Einstein (Einstein ring) của ngôi sao. Những sự kết hợp khác cũng sẽ xảy ra trong những thập kỷ tới, cho phép đo lường chính xác các chuyển động riêng và có thể cung cấp thông tin về các hành tinh của nó.

#### Dự đoán vị trí trong tương lai

Biểu đồ khoảng cách của các ngôi sao hàng xóm so với Mặt trời trong khoảng từ 20.000 đến 80.000 năm nữa

Biểu đồ đường đi của Alpha Centauri trên bầu trời Trái đất từ 30.000 năm trước đến 300.000 năm sau (Oggi là thời điểm hiện tại)

Căn cứ vào những dữ liệu về chuyển động riêng và vận tốc xuyên tâm của hệ sao Alpha Centauri thì các nhà khoa học dự đoán hệ sao này sẽ tiếp tục dịch chuyển vị trí một cách đáng kể trên bầu trời và sẽ ngày càng trở nên sáng hơn. Vào khoảng năm 6.200, Alpha Centauri sẽ di chuyển vào vị trí của sao Beta Centauri tạo thành một hệ sao đôi quang học, đây là một sự kết hợp rất hiếm gặp của những ngôi sao có cấp sao biểu kiến cấp 1 (first-magnitude star). Sau đó nó sẽ tiếp tục đi qua phía bắc của chòm sao Nam thập tự, trước khi di chuyển hướng về phía xích đạo thiên cầu hiện tại, rồi từ từ đi ra khỏi mặt phẳng thiên hà. Khoảng năm 26.700 thì hệ sao sẽ có mặt ở vị trí mà hiện tại thuộc về chòm sao Trường xà.
Vào khoảng năm 27.000 thì Alpha Centauri sẽ tiến tới điểm cận nhật (gần Mặt trời nhất) có khoảng cách 2,9 năm ánh sáng so với Mặt trời, lúc này thì ngôi sao đạt cấp sao biểu kiến cực đại là -0,86, tức là bằng độ sáng hiện tại của sao Lão Nhân. Mặc dù đã sáng lên như vậy nhưng nó vẫn không sáng bằng sao Thiên Lang bởi vì sao Thiên Lang cũng sẽ ngày càng sáng hơn trong 60.000 năm nữa và tiếp tục là ngôi sao sáng nhất trên bầu trời đêm của Trái đất trong vòng 210.000 năm nữa.

## Hệ sao
Alpha Centauri là một hệ gồm có 3 ngôi sao, trong đó 2 ngôi sao chính là Alpha Centauri A và Alpha Centauri B, chúng hợp thành một hệ sao đôi có tên gọi chung là Alpha Centauri AB. Khối tâm của Alpha Centauri AB cũng gần như là khối tâm của hệ Alpha Centauri. Cũng có thể gọi hệ Alpha Centauri là Alpha Centauri AB-C với ý nghĩa ngôi sao thứ 3 là Proxima Centauri ở vị trí rất xa khối tâm của Alpha Centauri AB. Do khoảng cách giữa Proxima Centauri với 2 ngôi sao còn lại khá bằng nhau nên thỉnh thoảng các nhà thiên văn coi Alpha Centauri AB một vật thể hấp dẫn độc lập.

### Tính chất quỹ đạo

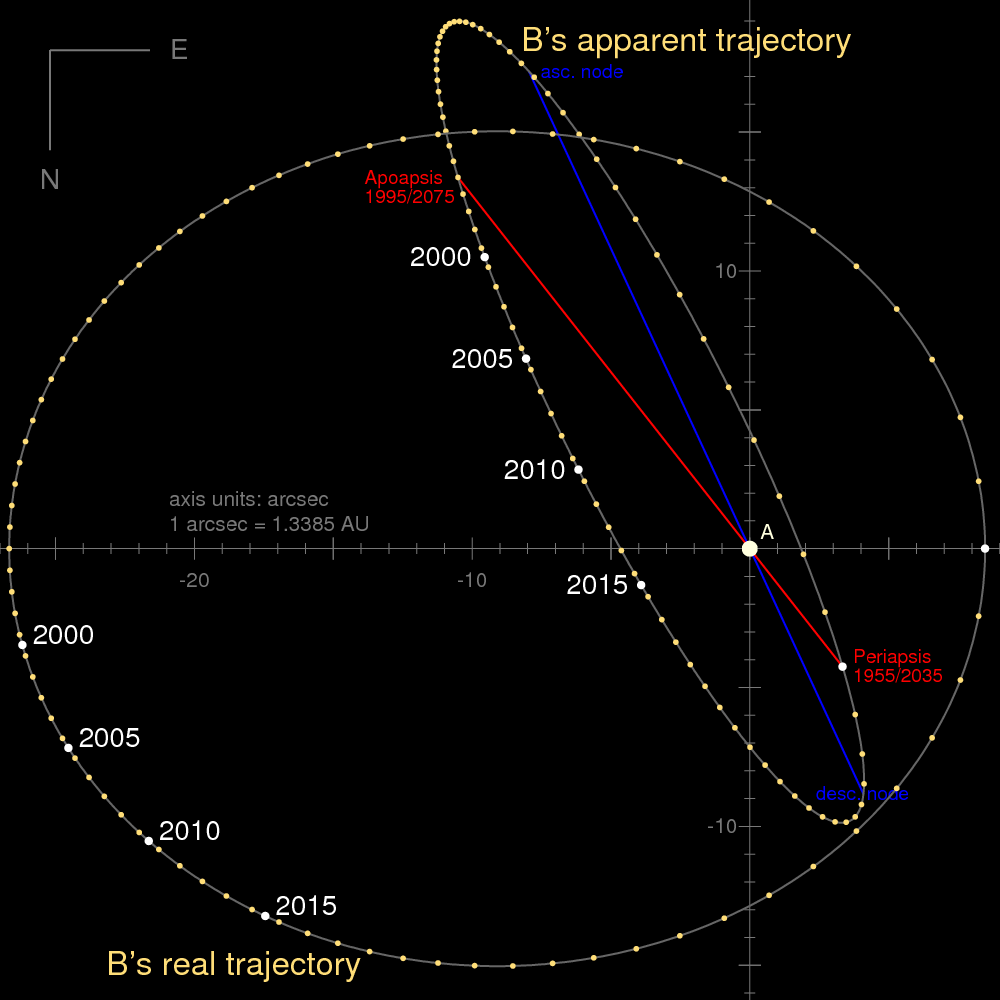
Quỹ đạo của hệ sao Alpha Centauri

Hai ngôi sao Alpha Centauri AB có quỹ đạo quay xung quanh nhau trong thời gian khoảng 79,7 năm. Quỹ đạo của chúng có độ lệch tâm vừa phải, ở mức 0,52 nên chúng có khoảng cách dao động từ 11,2 AU (tức là bằng khoảng cách từ Mặt trời đến sao Thổ) đến 35,6 AU (khoảng cách từ Mặt trời đến sao Diêm vương). Thời điểm gần nhất mà chúng ở gần nhau nhất là vào tháng Tám năm 1955 và lần tiếp theo sẽ vào tháng Năm năm 2035. Ngược lại, thời điểm gần nhất mà chúng ở xa nhau nhất là vào tháng Năm năm 1995 và lần tiếp theo sẽ vào năm 2075.
Quan sát từ Trái đất thì quỹ đạo biểu kiến của sao A và sao B có nghĩa là sự phân tách và góc vị trí (Position Angle) của chúng có sự thay đổi liên tục trong suốt quỹ đạo dự kiến của chúng. Các vị trí sao quan sát trong năm 2019 cách nhau 4,92 giây cung với góc vị trí là 337,1°, đã tăng lên 5,49 giây cung với góc vị trí 345,3° vào năm 2020. Lần gần đây nhất mà hai ngôi sao tiến sát gần nhau (từ góc nhìn trái đất) là vào tháng Hai năm 2016, khi đó chúng có khoảng cách 4,0 giây cung với góc vị trí là 300°. Những giá trị quan sát khoảng cách tối đa và tối thiểu (từ Trái Đất) của hai ngôi sao này lần lượt là 22 giây cung và 1,7 giây cung. Khoảng cách tối đa được quan sát gần đây nhất vào tháng Hai năm 1976, lần tiếp theo sẽ xảy ra vào tháng Một năm 2056.
Alpha Centauri C cách Alpha Centauri AB khoảng 13.000 AU (0,21 năm ánh sáng), tức là bằng 5% khoảng cách từ Alpha Centauri AB đến Mặt trời. Trước đây các phép đo về tốc độ và quỹ đạo của nó vẫn còn thiếu chính xác nên các nhà khoa học đã phải mất nhiều năm để xác định sao Alpha Centauri C có thuộc hệ Alpha Centauri AB hay không. Phải đến năm 2017, các phép đo hiện đại mới xác nhận Alpha Centauri C chịu tác động hấp dẫn của Alpha Centauri AB. Quỹ đạo quay của Alpha Centauri C xung quanh sao AB khoảng 511.000 năm (mức sai số từ +41.000 đến -30.000 năm) và độ lệch tâm khoảng 0,5. Khoảng cách gần nhất giữa sao C và sao AB là 4.100 AU (mức sai số từ +700 đến -600 AU) và khoảng cách xa nhất là 12.300 AU (mức sai số từ +200 đến -100 AU).

### Tính chất vật lý

So sánh kích thước và màu sắc của các ngôi sao trong hệ Alpha Centauri với Mặt trời

Các nhà khoa học đã tính tuổi của hệ Alpha Centauri bằng nhiều phương pháp, cho ra những kết quả khá giống nhau, đều cho thấy hệ sao này già hơn Mặt trời (khoảng 4,7 tỷ năm) một chút. Phương pháp phân tích địa chất học thiên thể có nhiều kết quả như 4,85±0,5 Gyr (tỷ năm), 5,0±0,5 Gyr, 5,2 ± 1,9 Gyr, 6,4 Gyr, và 6,52±0,3 Gyr. Còn cách tính tuổi sao dựa trên các hoạt động sắc quyển cho ra kết quả 4,4 ± 2,1 Gyr. Trong khi đó cách tính tuổi thọ bằng phương pháp phân tính sự quay của hệ sao thì có kết quả 5,0±0,3 Gyr.
Về khối lượng, dựa trên những tham số quỹ đạo của hệ Alpha Centauri AB, các nhà khoa học tính toán tổng khối lượng của hệ sao này nặng gấp đôi khối lượng của Mặt trời. Trong đó Alpha Centauri A nặng gấp 1,08 đến 1,14 lần Mặt trời, còn Alpha Centauri B thì nhẹ hơn một chút, bằng khoảng 0,91 hoặc 0,92 lần khối lượng của Mặt trời.
Về độ sáng, Alpha Centauri AB lần lượt có cấp sao biểu kiến là +4,38 và +5,71.

#### Alpha Centauri A
Alpha Centauri A, tên gọi khác là Rigil Kentaurus, là ngôi sao lớn và nặng nhất của hệ sao Alpha Centauri. Nó là một ngôi sao màu vàng nhạt thuộc dãy chính giống Mặt trời, được phân loại sao vào nhóm G2-V. Ngôi sao này có kích thước lớn hơn Mặt trời 22%, nặng hơn 10%. Nếu nó đứng độc lập (không có Alpha Centauri B) thì nó sẽ là ngôi sao sáng thứ 4 trên bầu trời đêm sau sao Thiên lang, sao Lão Nhân và sao Đại giác.
Những hoạt động từ trường sao của Alpha Centauri A có thể so sánh với hoạt động từ trường của Mặt trời, vành nhật hoa của nó có sự biến đổi do các vết sao, được điều chỉnh bởi chuyển động quay của ngôi sao. Tuy nhiên, kể từ năm 2005, mức độ hoạt động từ trường của ngôi sao đã giảm xuống mức tối thiểu, gần bằng với hoạt động từ trường của Mặt trời trong thời kỳ Maunder Minimum. Ngoài ra, nó có thể có chu kỳ hoạt động sao rất dài và đang trong giai đoạn hồi phục sau giai đoạn hoạt động từ trường ở mức độ tối thiểu.

#### Alpha Centauri B
Lưu ý: Tránh nhầm lẫn Alpha Centauri B với ngôi sao Beta Centauri
Alpha Centauri B còn được gọi là Toliman. Nó là ngôi sao lớn thứ 2 của hệ sao Alpha Centauri. Nó cũng là ngôi sao thuộc dãy chính, lớp quang phổ K1-V nên có màu hơi cam hơn Alpha Centauri A. Alpha Centauri B nặng bằng 90% khối lượng Mặt trời và có đường kính ngắn hơn 14%. Cho dù Alpha Centauri B mờ hơn một chút so với Alpha Centauri A nhưng nó lại phát ra tia bức xạ X có nhiều năng lượng hơn. Đồ thị đường ánh sáng của nó thay đổi trong một thời gian ngắn, các nhà khoa học đã ít nhất một lần chứng kiến ngôi sao này có sự lóe sáng đột ngột. Alpha Centauri B có hoạt động từ trường mạnh hơn Alpha Centauri A, chu kỳ hoạt động từ trường của nó là 8,2±0,2 năm so với chu kỳ hoạt động từ trường của Mặt trời là 11 năm. Ngôi sao này có độ biến thiên về độ sáng của vành nhật hoa bằng một nửa so với Mặt trời. Cấp sao biểu kiến của Alpha Centauri B là +1,35 nên nếu đứng một mình thì nó sẽ mờ hơn một chút so với sao Mimosa (là ngôi sao sáng thứ hai của chòm sao Nam thập tự).

#### Alpha Centauri C
Xem chi tiết hơn ở bài Proxima Centauri
Alpha Centauri C, thường được gọi là Proxima Centauri, tiếng Việt là Cận tinh, là ngôi sao gần Mặt trời nhất nhưng không thể quan sát bằng mắt thường. Nó là một ngôi sao lùn đỏ, thuộc dãy chính, kiểu quang phổ M6-Ve. Nó có cấp sao tuyệt đối +15.60 nên mờ hơn Mặt trời 20.000 lần. Khối lượng của nó cũng chỉ bằng 0,12 lần khối lượng Mặt trời.

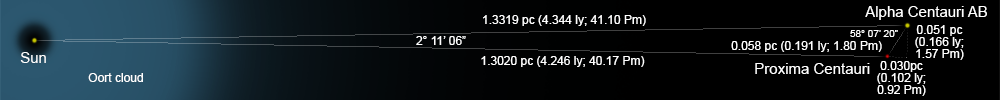
Khoảng cách và vị trí tương đối của Mặt trời với hệ sao Alpha Centauri AB. Chấm màu đỏ là sao Proxima Centauri, chấm màu xám là hệ Alpha Centauri AB.

## Hệ hành tinh
Cho đến năm 2022, các nhà khoa học phát hiện hệ sao Alpha Centauri có 2 hành tinh và cả 2 hành tinh đó đều thuộc về Proxima Centauri. Các nhà khoa học cũng phát hiện một số thiên thể khác ở xung quanh những ngôi sao của hệ Alpha Centauri nhưng vẫn chưa thể khẳng định chúng có thuộc hệ sao này hay không.

### Hệ hành tinh của Proxima Centauri
Hành tinh Proxima Centauri b được các nhà thiên văn học của Tổ chức Nghiên cứu thiên văn châu Âu tại Nam Bán cầu phát hiện vào năm 2016. Nó có khối lượng khoảng 1,17 lần khối lượng của Trái đất và có quỹ đạo ở khoảng cách 0,049AU so với ngôi sao chủ Proxima Centauri nên nó được cho là nằm trong khu vực có thể tồn tại sự sống của Proxima Centauri.
Năm 2020 các nhà khoa học phát hiện một hành tinh được đặt tên là Proxima Centauri c được cho là một hành tinh dạng  siêu trái đất hoặc Hải vương tinh cỡ nhỏ. Nó có khối lượng gấp 7 lần khối lượng Trái đất, cách xa Proxima Centauri 1,49AU và quay quanh Proxima Centauri trong vòng 1.928 ngày (tức là khoảng 5,2 năm). Sau đó các nhà khoa học lại phát hiện hành tinh này có thể có một chiếc vòng giống sao Thổ bằng cách phân tích hình ảnh. Tuy nhiên một nghiên cứu trong năm 2022 đã phủ nhận sự tồn tại của hành tinh này.
Cũng trong năm 2020, bằng cách phân tích kỹ hơn những hình ảnh của  Proxima Centauri b thì các nhà khoa học nhận thấy có khả năng bên cạnh nó có một hành tinh khác, khối lượng bằng 0,6 lần khối lượng Trái đất và quỹ đạo quay ít hơn 50 ngày. Sau đó các nhà khoa học đo được vận tốc hướng tâm của hành tinh này có chu kỳ 5,15 ngày nên khối lượng của hành tinh cũng được điều chỉnh xuống chỉ còn bằng 0,29 khối lượng Trái đất. Đến năm 2022 thì hành tinh này được xác nhận và được đặt tên là Proxima Centauri d.

### Hệ hành tinh của Alpha Centauri A

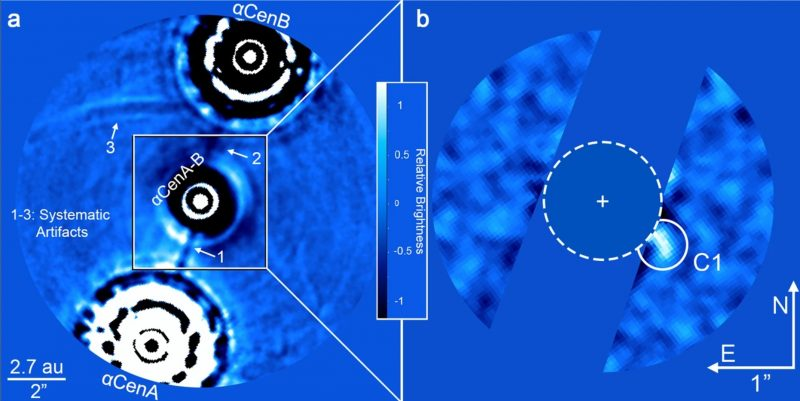
Thiên thể được khoanh tròn "C1" có khả năng là hành tinh của Alpha Centauri A

Trong năm 2021 các nhà khoa học phát hiện một thiên thể có thể là hành tinh của Alpha Centauri A, tạm thời đang được gọi là C1. Thiên thể này ở khoảng cách 1,1AU so với Alpha Centauri A và được cho là có quỹ đạo quay trong vòng 1 năm. Khối lượng của nó khoảng từ khối lượng của sao Hải vương đến một nửa khối lượng của sao Thổ. Cũng có khả năng thiên thể này là một đĩa bụi hoặc chỉ là nhầm lẫn trong quá trình phân tích, nhưng nó chắc chắn không phải là một ngôi sao nền. Nếu thiên thể này được xác nhận là hành tinh của Alpha Centauri A thì nó sẽ được đặt một cái tên khoa học thay cho cái tên C1 bây giờ.
Dự án kính thiên văn James Webb đã lên kế hoạch tìm kiếm các hành tinh của Alpha Centauri A, sẽ được thực hiện trong khoảng tháng Bảy và tháng Tám năm 2023. Với khả năng của James Webb thì các nhà khoa học kỳ vọng có thể phát hiện những hành tinh có kích thước gấp 5 lần Trái đất ở khoảng cách từ 1 đến 3 AU so với Alpha Centauri A. Sau đó, theo chu kỳ từ 3 đến 6 tháng thì James Webb sẽ lại quan sát Alpha Centauri A để tìm kiếm những hành tinh có kích thước gấp 3 lần Trái đất. Từ những thông tin mà James Webb cung cấp, các nhà khoa học sẽ thực hiện những phân tích hậu kỳ một cách kỹ lưỡng hơn, có thể phát hiện ra những hành tinh có kích thước từ 0,5 đến 0,7 lần Trái đất.

### Hệ hành tinh của Alpha Centauri B
Trong năm 2012, các nhà khoa học phát hiện một thiên thể có thể là hành tinh của Alpha Centauri B, được đặt tên là Alpha Centauri Bb nhưng đến năm 2015 họ kết luận có sự nhầm lẫn trong quá trình phân tích.
Trong năm 2013, các nhà khoa học lại nhận thấy có hiện tượng một thiên thể đi quá cảnh ngang qua Alpha Centauri B. Thiên thể này được cho là có kích thước khoảng 0,92 lần kích thước Trái đất và nếu nó thật sự là hành tinh của Alpha Centauri B thì nó sẽ có quỹ đạo khoảng 20,4 ngày, thậm chí có thể ngắn hơn. Đây là khoảng cách nằm ngoài vùng có thể ở được của ngôi sao. Tuy nhiên cho đến thời điểm hiện tại thì các nhà khoa học vẫn chưa thể khẳng định thiên thể này có thực sự tồn tại hay không.

### Các giả thiết về khả năng tồn tại hành tinh trong hệ Alpha Tauri
Nhiều người tin rằng hệ sao Alpha Centauri có thể có những hành tinh khác, những hành tinh này có thể quay quanh Alpha Centauri A hoặc Alpha Centauri B hoặc thậm chí quay quanh cả hai ngôi sao này. Bởi vì hai ngôi sao này có nhiều đặc điểm giống với Mặt trời nên các nhà thiên văn học rất quan tâm tìm kiếm các hành tinh của chúng. Đã có nhiều nhóm 'săn hành tinh' được lập ra chỉ để tìm kiếm các hành tinh của hệ sao này, nhưng cho đến giờ vẫn chưa có bằng chứng nào cho thấy hệ sao này có thêm một sao lùn nâu hoặc một hành tinh khí khổng lồ.
Năm 2009, một nghiên cứu trên máy tính cho rằng có thể có một hành tinh nằm ở khu vực có thể tồn tại sự sống của  Alpha Centauri B, ở khoảng cách 0,5 đến 0,9AU. Trong một giả thuyết khác, rằng hai ngôi sao AB ban đầu hình thành ở rất xa nhau, sau đó chúng mới di chuyển lại gần với nhau. Giả thuyết này cho phép tạo ra môi trường bồi tụ, có thể hình thành những hành tinh, ở những khoảng cách xa hơn so với ngôi sao chủ. Các vật thể quay xung quanh ngôi sao A có thể có quỹ đạo xa hơn do lực hấp dẫn của nó mạnh hơn. Ngoài ra, việc thiếu vắng những sao lùn nâu hoặc những hành tinh khí khổng lồ dẫn tới suy luận các hành tinh của Alpha Centauri AB nếu có tồn tại thì nhiều khả năng sẽ là những hành tinh đất đá. Có một nghiên cứu về vận tốc xuyên tâm của Alpha Centauri B, cho rằng vùng có thể tồn tại sự sống của ngôi sao này có một hành tinh khối lượng 1,8 lần khối lượng Trái đất.
Phương pháp đo vận tốc xuyên tâm của Alpha Centauri B được thực hiện bởi dự án High Accuracy Radial Velocity Planet Searcher, được cho là có thể phát hiện những hành tinh có khối lượng bằng 4 lần khối lượng Trái đất nằm trong vùng có thể tồn tại sự sống của ngôi sao, nhưng cho đến thời điểm hiện tại dự án này vẫn chưa phát hiện được hành tinh nào như vậy.
Những ước tính hiện tại cho rằng khả năng hệ sao Alpha Centauri có một hành tinh giống Trái đất là khoảng 75%. Với công nghệ hiện tại có thể tìm ra những hành tinh nằm trong vùng có thể tồn tại sự sống của những ngôi sao trong hệ Alpha Centauri nếu chúng có khối lượng tối thiểu là 50 lần khối lượng Trái đất đối với sao Alpha Centauri A, 8 lần khối lượng Trái đất đối với sao Alpha Centauri B và 0,5 lần khối lượng Trái đất đối với Proxima Centauri.
Những mô hình hình thành hành tinh của những chiếc máy tính thời kỳ đầu đều dự đoán hệ Alpha Centauri AB có thể có hành tinh đất đá, nhưng những phân tích số học gần đây chỉ ra rằng lực hấp dẫn của cặp sao đồng hành sẽ làm cho quá trình bồi tụ đất đá trở nên khó khăn. Mặc dù vậy, với việc hệ sao này có nhiều tính chất giống Mặt trời (về loại sao, về quang phổ, về tuổi v.v...) nên vẫn có nhiều nhà khoa học tin rằng nó có nhiều cơ hội tồn tại một hành tinh có thể phát triển sự sống ngoài Trái đất.
Trong Hệ Mặt trời, từng có lập luận rằng Sao Mộc và Sao Thổ đã gây nhiễu loạn quỹ đạo của các sao chổi, biến chúng trở thành nguồn cung cấp nước và băng cho các hành tinh phía trong của hệ. Tuy nhiên các phép đo đồng vị tỷ lệ Deuteri trên Hydro (D/H) của các ngôi sao chổi như Halley, Hyakutate hay Hale-Bopp đều có giá trị gấp đôi so với giá trị D/H của nước biển trên Trái Đất. Những nghiên cứu gần đây cũng cho rằng chưa tới 10% lượng nước biển trên Trái Đất được cung cấp bởi các sao chổi. Đối với hệ Alpha Centauri thì ngôi sao Proxima Centauri có thể tác động đến việc hình thành đĩa hành tinh của Alpha Centauri bằng cách làm cho khu vực xung quanh Alpha Centauri phong phú thêm vật liệu dễ bay hơi. Hiệu ứng này có thể được giảm thiểu nếu Alpha Centauri AB có những hành tinh khí khổng lồ, hoặc chính sao Alpha Centauri AB cũng có tác động lên quỹ đạo của các sao chổi của nó, như vai trò của Sao Mộc và Sao Thổ trong Hệ Mặt trời. Những thiên thể băng giá nằm ở đám mây Oort của các hệ hành tinh có thể chịu tác động hấp dẫn của những hành tinh khí lớn ở phía trong hoặc của những ngôi sao ở gần đó, làm cho chúng bị thay đổi quỹ đạo, có thể bay vào phía trong hoặc văng ra khỏi hệ hành tinh. Mô hình này cũng có thể xảy ra trên hệ sao Alpha Centauri. Trong tương lai xa, nếu Hệ Mặt trời di chuyển đến gần một ngôi sao khác thì đám mây Oort của hệ Mặt trời có thể hoạt động mạnh mẽ, làm gia tăng số lượng các sao chổi.
Để một hành tinh nằm trong vùng có thể tồn tại sự sống của Alpha Centauri A thì nó phải cách ngôi sao này từ 1,2 đến 2,1 AU. Đối với sao Alpha Centauri B mờ và mát hơn Alpha Centauri A, nên vùng có thể tồn tại sự sống của ngôi sao này là từ 0,7 đến 1,2 AU.
NASA từng triển khai dự án Space Interferometry Mission (SIM) để tìm kiếm những ngoại hành tinh. SIM coi việc tìm kiếm những hành tinh của hệ Alpha Centauri thuộc nhóm mục tiêu cấp 1 (Tier-1),  với tham vọng sẽ  tìm thấy những hành tinh có khối lượng khoảng 3 lần Trái đất và nằm cách sao chủ khoảng 2 AU. Tuy nhiên do khó khăn tài chính nên dự án này đã bị hủy bỏ hồi năm 2010.

## Các định danh thành phần
"Alpha Centauri" là tên gọi đặt cho cái dường như là một ngôi sao đơn lẻ đối với mắt trần và là ngôi sao sáng nhất trong chòm sao phương nam là Bán Nhân Mã (Centaurus). Với sự trợ giúp của kính viễn vọng, Alpha Centauri có thể được thấy như là một hệ thống sao đôi với quỹ đạo gần. Nó được gọi là hệ "Alpha Centauri AB", thường viết tắt là "α Centauri AB" hay "α Cen AB".
"Alpha Centauri A (α Cen A)" và "Alpha Centauri B (α Cen B)" là các ngôi sao đơn lẻ của hệ sao đôi, thường được định nghĩa để nhận dạng chúng như là các thành phần khác biệt của hệ sao đôi α Cen AB. Nhìn từ Trái Đất, còn có một sao đồng hành bổ sung nằm ở 2,18°Cách xa từ hệ sao đôi AB, một khoảng cách lớn hơn so với khoảng chia tách đã quan sát giữa các sao A và B. Sao đồng hành này được gọi là "Proxima Centauri", "Proxima" hay "α Cen C". Nếu đủ sáng để nhìn mà không cần kính viễn vọng thì Proxima Centauri sẽ xuất hiện với mắt trần như là một ngôi sao tách biệt khỏi α Cen AB. Alpha Centauri AB và Proxima Centauri tạo thành một sao đôi quang học, và người ta cho rằng chúng có tương tác hấp dẫn với nhau. Chứng cứ trực tiếp rằng Proxima Centauri có một quỹ đạo elip điển hình của các sao đôi vẫn chưa được tìm thấy.
Ba sao thành phần này tạo thành một hệ sao ba, gọi chung là "α Cen AB-C".
|  |
|  |